# Joan Claret i Solé
Joan Claret i Solé (Rajadell, 1932 - Caves, el 6 de setembre de 2001), fill del polític Andreu Claret i Casadessús, fou un professor d'universitat de la Universitat de Tolosa i president del Casal Català de Tolosa que es destacà com a defensor de la cultura catalana a la regió de Tolosa de Llenguadoc. Era el germà del periodista Andreu Claret i Serra i dels músics Lluís Claret i Serra i Gerard Claret i Serra. Els seus fills són Joan Melchior Claret músic, compositor, intèrpret, Boris Claret cineasta ecologista i Adrian Claret-Pérez editor i director de documentals.

## Biografia
Fugint la guerra civil espanyola, la família es va instal·lar a l'estat francès. Va ser professor a la Universitat de Tolosa-Le Miralh i fou un activista per la causa catalana i també per l'occità com a president del Casal Català de Tolosa. El president de la Generalitat Jordi Pujol i Soley el nomenà membre del Consell de les Comunitats catalanes de l'exterior.
A l'estat francès, participà activament a la descentralització de la cultura sobretot a la université de Toulouse le Mirail com a vicipresident, i el 1977 després quan va crear i dirigir el Centre de Promoció Cultural, que després s'anomenaria Centre d'Initiative artistique du Mirail (CIAM). Li fou concedit el 1997 el Premi Batista i Roca per la seua dedicació a la promoció de la cultura catalana en el món.
Rebé a títol pòstum la medalla de la ciutat de Tolosa i per retre homenatge a la seua labor, es va donar el seu nom a una sala de l'Ostal d'Occitània el 2007.